# Camillo Berneri
Pour les articles homonymes, voir Berneri.
Camillo Berneri, né le 20 mai 1897 en Italie à Lodi et mort dans la nuit du 5 au 6 mai 1937 à Barcelone en Espagne probablement assassiné par des staliniens du PSUC,,, est un philosophe, écrivain et militant communiste libertaire italien.
Militant des Jeunesses socialistes, il devient anarchiste pendant la Première Guerre mondiale. Puis, professeur de philosophie dans un lycée de la ville de Camerino, il est contraint à l'exil après la victoire de Mussolini.
En juillet 1936, après le coup d'État du général Franco en Espagne, il forme avec Carlo Rosselli et Mario Angeloni une colonne combattante, la section italienne de la Colonne Ascaso. Il jouit alors d'un grand prestige dans le mouvement libertaire international et d'une autorité certaine dans celui d'Espagne.
Durant les journées sanglantes de Barcelone, le 5 mai 1937, avec Francesco Barbieri, il est arrêté par la police aux ordres des communistes et retrouvé mort le lendemain, assassiné par la « police politique soviétique »,. Pour l'historien français, Michel Dreyfus, spécialiste de l’histoire du mouvement ouvrier, « [...] les communistes staliniens [...] assassineront très probablement l'anarchiste Camillio Berneri et en tout cas applaudiront à son assassinat ».
L'idée selon laquelle, pour Berneri, la guerre d'Espagne ne pouvait être gagnée qu'en menant à son terme la révolution sociale et sa dénonciation du caractère contre-révolutionnaire du stalinisme, pourrait expliquer son mystérieux assassinat.

## Biographie

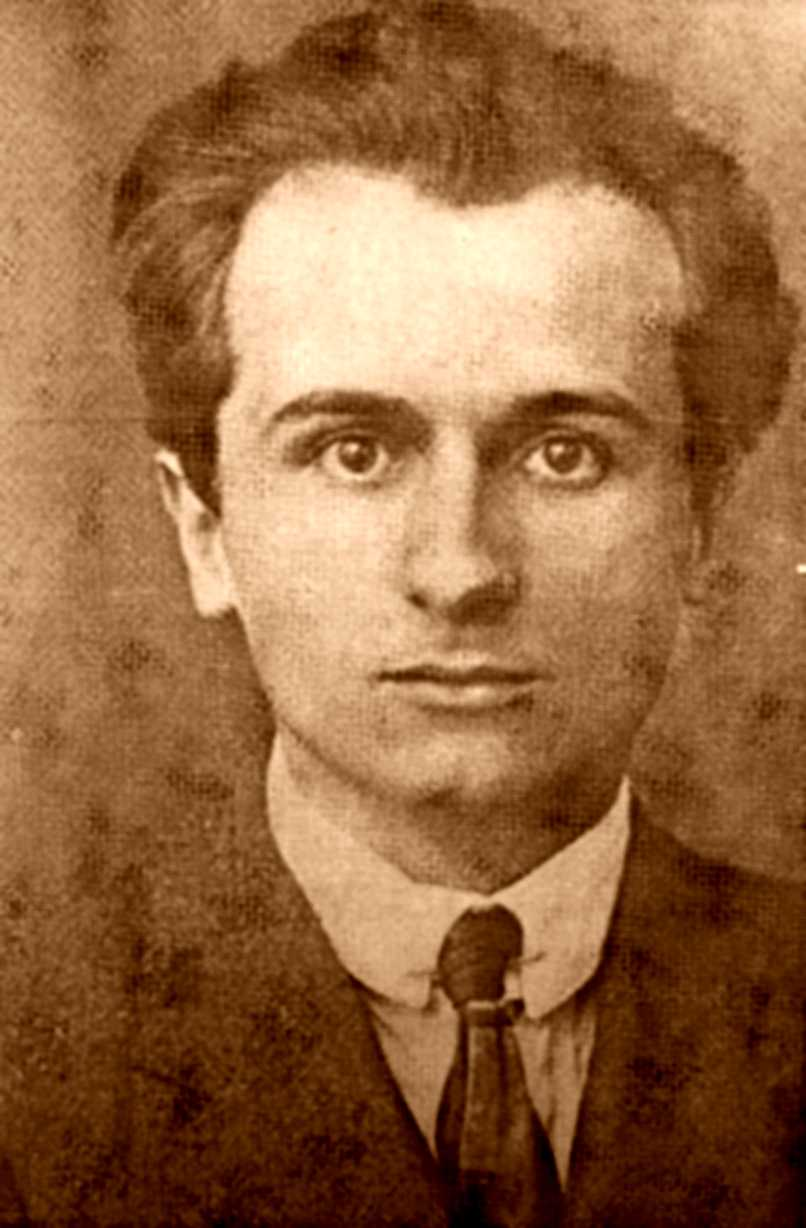

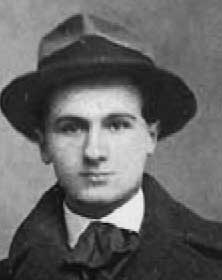

### Du socialisme à l'anarchisme
Né à Lodi en 1897, Camillo Berneri passe son enfance en suivant sa mère, maîtresse d’école, dans ses différentes mutations à Palerme, Milan, Cesena, Forlì et Reggio d'Émilie. C’est là que, très jeune, il rejoint un cercle des Jeunesses socialistes.
En 1915, il en démissionne, publiant une lettre ouverte : « le mouvement socialiste a commencé sa descente désastreuse vers les bases de l’égoïsme destructeur, suivant ainsi la trajectoire de la puissance morale du christianisme, qui devint puissant grâce à ses martyrs et tomba dans la décadence lorsque les sacrifices de ses partisans cessèrent. [...] Il nous faut un nouvel essor, il nous faut un retour au temps où aimer une Idée voulait dire ne pas craindre la mort et ne pas sacrifier toute la vie à une soumission complète ». Il s'engage dans l'anarchisme.
Le 4 janvier 1917, il épouse civilement à Gualtieri, Giovanna Caleffi, une ancienne élève de sa mère à l’École normale de Reggio d'Émilie. Trois mois après son mariage, il est appelé sous les drapeaux, bien que réformé parce que convalescent après une très grave maladie. Après quelques mois passés à l’Académie de Modène, il est envoyé en résidence surveillée à Pianosa pour insubordination puis renvoyé dans ses foyers. Congédié en 1919, il commença de collaborer assidûment à la presse anarchiste, participant ensuite à la constitution de l’Union anarchiste italienne.
Il commence à écrire sous le pseudonyme Camillo da Lodi dans plusieurs périodiques libertaires : Umanità Nova, Pensiero e Volontà, L'avvenire anarchico (Pise), La Rivolta (Florence), Volontà (Ancône).
Il se lie d'amitié avec Errico Malatesta et Luigi Fabbri.
Après la guerre, il termine ses études à l'Université de Florence, tout en continuant à s'impliquer dans la presse anarchiste. Diplômé en philosophie, il devient professeur de philosophie dans un lycée.
Lorsque le fascisme prend le pouvoir, il refuse de prêter, en tant que fonctionnaire, fidélité au régime mussolinien. Il maintient des contacts avec les antifascistes florentins qui éditent le journal Ne pas céder (Non mollare). L'activité de Berneri est très intense au sein de l'Union Anarchiste Italienne.

### Exil et harcèlement policier
En 1926, il est contraint à l'exil, avec sa compagne et militante Giovanna Caleffi ainsi que ses filles Marie-Louise Berneri et Giliana Berneri, toutes deux militantes anarchistes,.
Il s'installe en France. Arrêté une première fois en avril 1927, après la conférence internationale de L’Haÿ-les-roses, il est dès lors étroitement surveillé par la police. Le 11 décembre 1928, il est expulsé de France et, jusqu’en 1930, ne cessa d’être harcelé par les polices belge, française, hollandaise, allemande et luxembourgeoise, au cours d’exils et de séjours en prison successifs. Il n’obtient un permis de séjour en France qu’en 1935, peu avant de partir pour l’Espagne. Il continue toutefois de publier abondamment dans la presse anarchiste de langue italienne, en Suisse, aux États-Unis et en France.
Malgré toutes ses contraintes morales et physiques, cette période lui permet de lire des ouvrages sur des sujets aussi divers que les sciences, la psychologie, le finalisme, etc. Il rédige des articles et des brochures antireligieuses ou sur l'émancipation des femmes. Il termine également une thèse qui fut publiée, Le Juif antisémite où il étudie l’assimilation forcée ou volontaire des Juifs. André Spire, poète et sioniste, jugea le livre « de première importance ». Mais ses écrits les plus importants sont L’espionnage, fasciste à l’étranger (en italien) et Mussolini à la conquête des Baléares.
Il écrit également sur l'anarchisme où il défend des positions personnelles : « Il faut sortir du romantisme. Voir les masses, dirai-je, en perspective. Il n’y a pas le peuple, homogène, mais les foules, variées, séparées en catégories. Il n’y a pas la volonté révolutionnaire des masses, mais des moments révolutionnaires, dans lesquels les masses sont un énorme levier. (1927) [...] Si nous voulons arriver à une révision potentielle de notre force révolutionnaire non négligeable, il faut nous débarrasser des apriorismes idéologiques et de la remise à demain commode du règlement des problèmes tactiques et constructifs. Je dis constructifs parce que le plus grand danger d’arrêt et de déviation de la révolution est dans la tendance conservatrice des masses". (1930)

### La Révolution et la guerre civile en Espagne

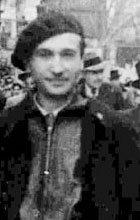

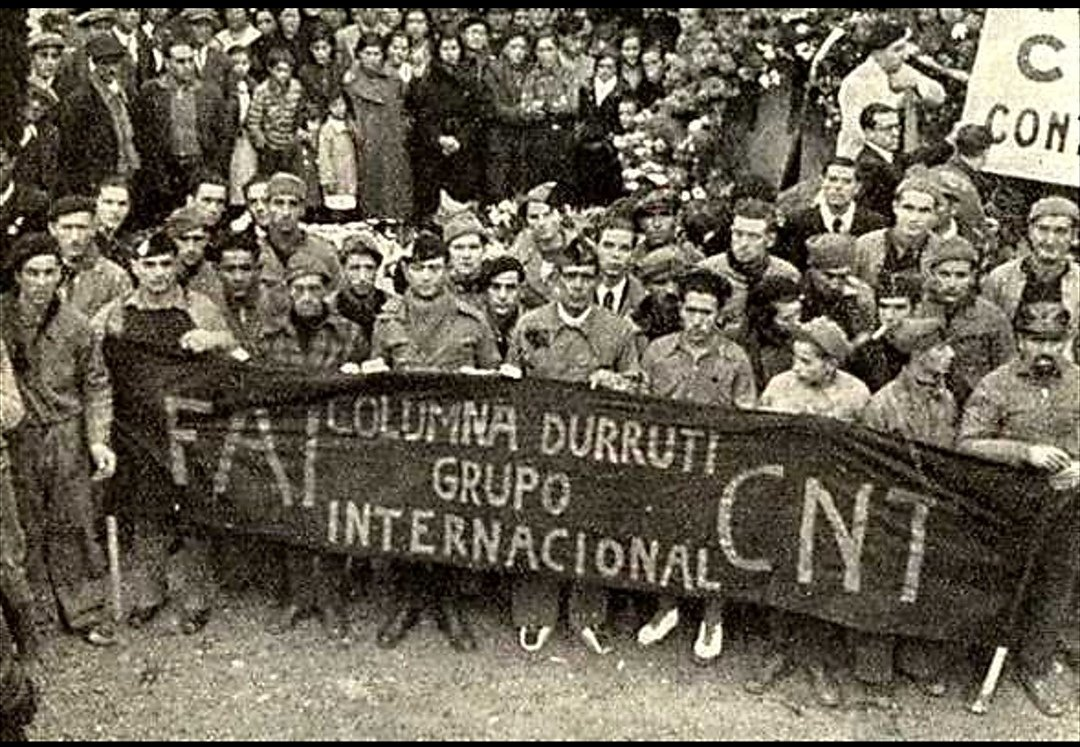
Le Groupe International de la Colonne Durruti à l’enterrement de Buenaventura Durruti à Barcelone, le 23 novembre 1936.

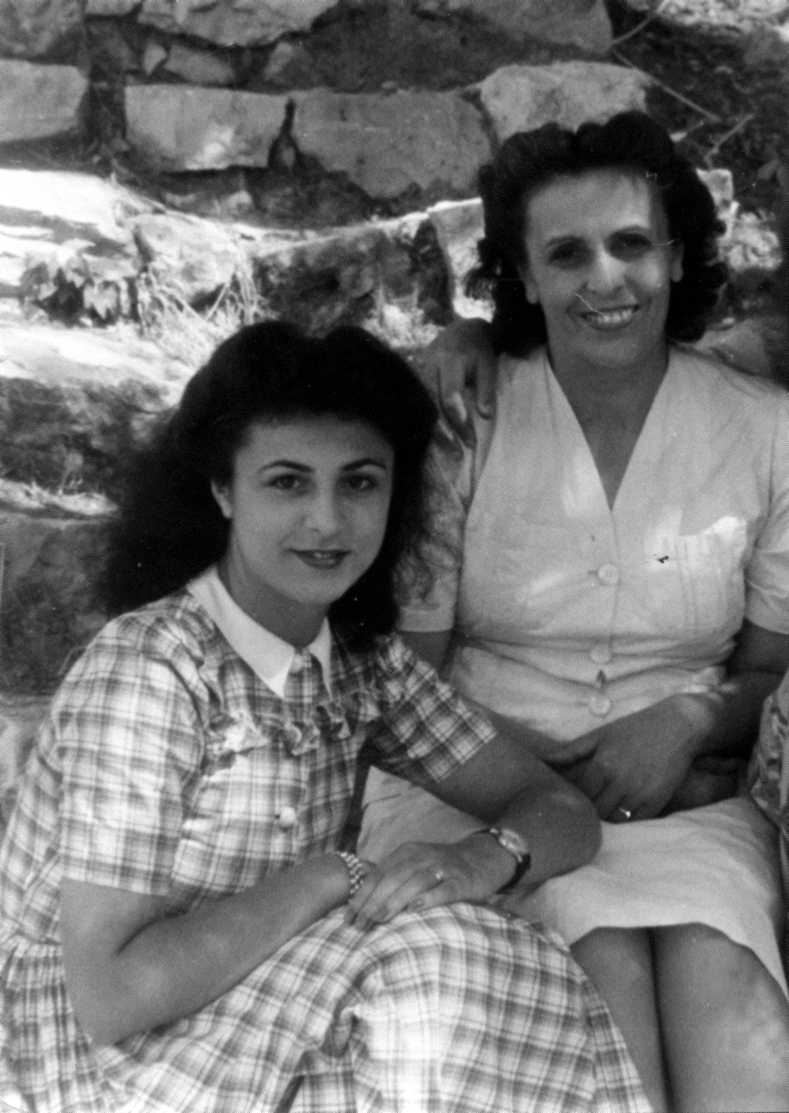
Giovanna Berneri avec sa fille Marie-Louise Berneri sans doute en 1936.

Lorsque la guerre civile espagnole éclate, Berneri est un des premiers à rejoindre la Catalogne, centre de l'activité des libertaires regroupés au sein de la Confédération nationale du travail (CNT). Avec Carlo Rosselli et d'autres antifascistes italiens, ils forment une colonne qui sera intégrée dans la colonne Ascaso sur le front d’Aragon. Il prend part aux combats de Monte Pelado (28 août 1936) : « Nous avons défendu la position à 130 contre 600 environ, aguerris et disposant de forts moyens, et cela pendant quatre heures de lutte », et de Huesca" (3 septembre 1936).
Inadapté aux fatigues du front, il s'emploie aux débats et aux tâches politiques publiant à Barcelone à partir du 9 octobre 1936 l'hebdomadaire de langue italienne Guerra di classe. Très tôt, il est de ceux qui affirment que seule la lutte anti-capitaliste peut s’opposer au fascisme et que le piège de l’antifascisme signifie l’abandon des principes de la révolution sociale. Il ne cesse de répéter que la révolution doit être gagnée sur le terrain social et non sur le terrain militaire. Il s’oppose ainsi à la militarisation des milices qu’il voit comme la première victoire des forces étatiques. Contre ceux qui défendent l'idée de « vaincre Franco d'abord », il milite en faveur d'une liaison étroite entre la guerre et la révolution sociale : « Gagner la guerre est nécessaire ; cependant on ne gagnera pas la guerre en restreignant le problème aux conditions strictement militaires de la victoire, mais en les liant aux conditions politiques et sociales de la victoire ».
C'est la substance de ses nombreux articles et discours dont sa lettre ouverte (Lettera aperta) à la ministre anarchiste de la santé Federica Montseny qui avec deux autres anarchistes participent au gouvernement de Largo Caballero et dans laquelle il s'inquiète des discours éloquents et des articles brillants tenus ou écrits par les ministres anarchistes emprisonnés dans une « stratégie de position » : « L'heure est venue de se rendre compte si les anarchistes sont au gouvernement pour être les vestales d'un feu sur le point de s'éteindre ou bien s'ils y sont désormais seulement pour servir de bonnet phrygien à des politiciens flirtant avec l'ennemi ou avec les forces de restauration de la "République de toutes les classes". Le dilemme : guerre ou révolution n'a plus de sens. Le seul dilemme est celui-ci : ou la victoire sur Franco grâce à la guerre révolutionnaire ou la défaite. »
Il devient journaliste pour la Radio CNT-FAI ECN1 et réalise des transmissions vers l'Italie. Dans le livre Pensée et bataille (1936), il formule des commentaires critiques sur la situation, mettant en garde contre le risque d'un putsch des communistes staliniens ou s'étonnant du « gouvernementalisme anarchiste ». Il fait des propositions politiques multiples même s'il n'est pas entendu : proclamation de l'indépendance du Maroc, coordination des forces militaires, augmentation progressive de la socialisation.

### Assassinat politique

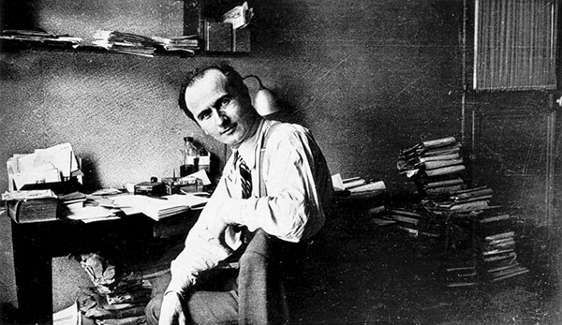

En cela, Berneri s'expose à la répression des communistes installés en force dans le nouveau gouvernement de Juan Negrín : « Depuis quelque temps, nous avons fréquemment des victimes dans notre camp, ici, à cause des staliniens » (janvier 1937).
Ses deux derniers textes sont Nous et le POUM publié par L'Adunata dei Refrattari, hebdomadaire anarchiste italo-new-yorkais (sans doute parce que la défense critique que faisait Berneri n’était pas publiable en avril-mai 1937 en Espagne) et un discours, le 3 mai 1937 à la Radio CNT-FAI ECN1 pour l’Italie, à l’occasion de la mort de Gramsci, « le militant tenace et digne que fut notre adversaire Antonio Gramsci, convaincu qu’il a apporté sa pierre à la construction de la nouvelle société ».
Le 5 mai 1937, Camillo Berneri et Francesco Barbieri (un compagnon anarchiste) sont emmenés par une dizaine d'hommes en civil, porteurs d’un brassard rouge, et par des policiers. Leurs corps sont retrouvés le lendemain, criblés de balles, « atrocement mutilés », « vraisemblablement par la police républicaine ou par les communistes italiens et espagnols ». Un article, paru le 29 mai dans l’organe du Parti communiste italien en France, attribue à Berneri, traité d’« incontrôlé », la responsabilité « du sanglant soulèvement contre le front populaire espagnol. La révolution démocratique, à laquelle aucun antifasciste ne refusera le droit à l’autodéfense, s’est fait justice sur la personne de Berneri »,.
La compagne de Camillo Berneri élèvera les enfants d'Antonio Cieri, lui aussi tombé en Espagne.

## Citation
- « L’Espagne est un peuple qui a prouvé qu’il savait mourir pour la liberté : ni Rome, ni Berlin, ni Moscou ! »

## Commentaires
- « Camillo Berneri, idéaliste sublime, chantre de la révolte, amant de l’humanité, a été bassement assassiné à Barcelone, le 5 mai 1937. À cause de son opposition audacieuse aux activités insidieuses des sicaires de Staline en Espagne, il avait provoqué le courroux du Torquemada soviétique, il devait donc mourir. » Emma Goldman, introduction à Pensieri e Battaglie, 1938.

- « Le destin tragique de Berneri, ses combats, sont ceux de toute une génération de militants aux prises avec la montée des totalitarismes fascistes et staliniens dont il sut être un critique lucide et ferme. Anarchiste aux intérêts multiples et diversifiés, Berneri n’hésita jamais à s’interroger sur l’état du mouvement libertaire dans le but d’apporter des solutions concrètes à ses problèmes sans être pour autant toujours bien compris par ses contemporains. Aujourd’hui encore, sa figure véritable, son apport aux idées libertaires restent largement méconnus ou déformés. » Écrits choisis, Éditions du Monde libertaire, 1988.

### Sur les circonstances de sa mort
- Pour Juan García Oliver : « Le cas de Camillo Berneri doit être traité à part. [...] j’y vois des similitudes avec celui des frères Rosselli [...] Il y avait des agents de toute sorte en Espagne, des agents fascistes, des agents staliniens. [...] Quand crime il y a, il faut donc se demander à qui profite le crime. Personnellement, je ne pense pas que l’assassinat de Berneri et de Barbieri soit directement lié aux événements de mai 1937. Il faut bien comprendre que l’influence de Berneri était très faible. Elle se réduisait à un petit groupe d’amis. Quel intérêt avaient les communistes à le liquider ? On pourrait comprendre qu’ils aient cherché à tuer Marianet ou Federica ou moi, ou n’importe quel militant influent de la CNT, mais Berneri, non. Berneri avait certes été combattant, mais il ne jouait aucun rôle dans la conduite de la guerre. Alors, pourquoi ? Moi, j’ai des doutes quant aux assassins de Berneri, et je souhaiterais que des historiens se penchent sérieusement sur cette question. »[25]

- Pour Nicolas Lazarévitch : « Berneri remplissait les fonctions de commissaire politique de la colonne italienne opérant sur le front d’Aragon [...] Son grand « crime » fut d’avoir compris la situation et d’avoir eu le courage de s’opposer à la colonisation du mouvement ouvrier par des agents de Staline. Cela suffit évidemment pour que son sort fût décidé. Il avait reçu un premier avertissement après avoir publié en avril une lettre ouverte à Federica Montseny. Ce fut Antonov-Ovseenko qui avertit Berneri par l’intermédiaire de la Généralité : Berneri fit connaître ce fait à ses amis à Paris. On sait maintenant avec certitude que des hommes du P.S.U.C. et des policiers de la Généralité sont venus d’abord discuter avec lui ; constatant qu’il n’y avait pas de garde armée dans la maison, ces mêmes individus sont venus perquisitionner dans les chambres des antifascistes italiens (qui occupaient la maison en commun) ; ce sont eux qui ont arrêté Berneri et son ami Barbieri lesquels ont été retrouvés assassinés sur le pavé de Barcelone. »[26]

- Pour Victor Serge : « Camillo Berneri ne nous parlera plus de ce qu’il a vécu. On vint l’arrêter avec d’autres antifascistes italiens pendant les émeutes de Barcelone, le 4 mai ; et le surlendemain, il n’était plus qu’un cadavre troué de balles, abandonné dans une ruelle. Une vieille communiste italienne a écrit qu’il avait été exécuté, comme il le méritait, pour avoir préconisé une politique antifasciste opposée à celle du PC. Mais je n’ouvre pas un débat sur sa tombe. Le testament moral qu’il nous laisse dépasse de loin en force et en grandeur tout ce que l’on peut dire pour justifier un assassinat... »[27]

- Pour l'écrivain et diplomate italien Maurizio Serra, il est tombé « sous les balles d'un commando de communistes italiens et espagnols avec son camarade Francesco Barbieri et des milliers de militants anarchistes lors des journées de Barcelone en mai 1937 »[28].

## Personnage de fiction
Dans Barcelone Belleville, Patrick Pécherot fait de Nestor Burma le héros d’une enquête policière qui se situe dans les années 1930 avec en toile de fond la guerre d’Espagne. Le cœur de l’action se situe dans le milieu des Italiens antifascistes réfugiés en France. L’un d’entre eux, évoqué dans le roman, est Camillo Berneri.

## Publications

### En français
- Le Juif antisémite, Paris, Éditions Vita, 1935[30].
- Guerre de classes en Espagne, Nîmes, 1938.
- Pierre Kropotkine fédéraliste, Noir et Rouge, 1964[31].
- Guerre de Classes en Espagne et textes libertaires, Éditions Spartacus, 1977[32], notice.
- Écrits choisis, Éditions du Monde libertaire, 1988,  (ISBN 2-903013-11-X), notice.
- Contre le fascisme, textes choisis (1923-1937),traduit de l’italien et édité par Miguel Chueca, Agone, 2019, « Mémoires sociales », 376 p.  (ISBN 2-7489-0405-2)

Textes, articles et brochures
- L’idolâtrie ouvrière, texte intégral.
- Le péché originel, Orléans, 1931[33].
- Zola psychologue, La Revue anarchiste, n°17, février 1932, page 130.
- Lettre ouverte à la camarade Federica Montseny, Guerra di Classe, avril 1937, texte intégral.
- La contre-révolution en marche, Guerra de classe, n°15, 5 mai 1937, texte intégral.
- Mussolini à la conquête des Baléares, Paris, Bureau d'Information et de Presse, 1938[34].
- Il contribue à l'Encyclopédie anarchiste, initiée par Sébastien Faure, publiée en quatre volumes, entre 1925 et 1934[35]
  - Déterminisme, texte intégral.
  - Dieu, texte intégral.
  - Divorce, texte intégral.
  - Libre-arbitre, texte intégral.
- De très nombreux articles dans L’En-dehors, Le Combat syndicaliste, la Revue anarchiste, Terre Libre, L’Espagne nouvelle, etc.

### En italien
- L’Operaiolatria (L’Ouvrier Idôlatre), Maison du peuple de Brest, Gruppo d’Edizioni libertaria, 1934[29].
- Il lavoro attraente.
- El delirio racista.
- Lo spionaggio fascista all'estero.
- Mussolini normalizzatore.
- Mussolini alla conquista delle Baleari, Casalvelino Scalo, Salerno, Galzerano, 2002[36].
- La donna e la garçonne.
- Pensieri e battaglie, Paris, Comité Camillo Berneri, 5 mai 1938, extraits en français.
- Pietro Kropotkine federalista.
- Il cristianesimo e il lavoro.
- Le Léonard de Sigmund Freud, Cahiers Psychologiques, n°1.

### En anglais
- Between the war and the Revolution, Guerra di Classe, n°6, 16 décembre 1936, texte intégral.

### Travaux universitaires
- Giovanni Stiffoni, Camillo Berneri (1897-1937) Mythes, racines et réalités d’un intellectuel anarchiste, Thèse de Doctorat en Études méditerranéennes sous la direction de Sandro Landi, Université Bordeaux Montaigne, 2012, texte intégral.
- (it) Enrico Acciai, Viaggio attraverso l’antifascismo. - Volontariato internazionale e guerra civile spagnola : la Sezione Italiana della Colonna Ascaso, Université de la Tuscia, 2004, lire en ligne.

### Articles
- Souvenir de Camillo Berneri, Le Libertaire, n°5, mai 1945, texte intégral.
- Paul Arrighi, Une page d'histoire méconnue : les engagements croisés de Camillo Berneri et de Silvio Trentin en soutien de la République Espagnole, Anarkismo.net, texte intégral.
- José Fergo, Deux regards critiques sur une guerre de classes, in André Prudhommeaux, A contretemps, n°42, février 2012, texte intégral.
- Nicolas Lazarévitch, L’assassinat de Berneri, La Révolution prolétarienne, n°248, juin 1937, texte intégral.
- Nicolas Lazarévitch, Nin assassiné, La Révolution prolétarienne, n°252, août 1937, texte intégral.
- Paul Zorkine, Réflexions sur la guerre de partisans comme type de lutte révolutionnaire, Noir et Rouge, n°2, été 1956, texte intégral.

En italien
- Franco Melandri, Camillo Berneri, la politica libertaria, il liberalismo, A/Rivista Anarchica, n°315, marzo 2006, texte intégral.

## Iconographie
- Camillo Berneri (1897-1937), Athénée libertaire Estel Negre, 15 photos, voir en ligne.

## Notices
- Notices d'autorité :   - VIAF
  - ISNI
  - BnF (données)
  - IdRef
  - LCCN
  - GND
  - Italie
  - Espagne
  - Belgique
  - Israël
  - Catalogne
  - Australie
  - Portugal
  - WorldCat
- Notices dans des dictionnaires ou encyclopédies généralistes :   - Diccionario Biográfico Español
  - Dizionario biografico degli italiani
  - Enciclopedia italiana
  - Gran Enciclopèdia Catalana
  - Treccani
- Ressource relative à la vie publique :   - Maitron
- Dictionnaire des anarchistes, « Le Maitron » :  notice biographique.
- L'Éphéméride anarchiste : notice biographique.
- La Grande Encyclopédie Larousse en ligne : notice biographique.
- Catalogue général des éditions et collections anarchistes francophones : notice bibliographique.
- Anarlivres : notice biographique.
- Berneri, Camillo (Lodi 1897-Barcelone 1937), L'Europe de demain, dictionnaire biographique, notice.
- Chantier biographique des anarchistes en Suisse : notice biographique.
- Centre de recherche pour une alternative sociale (Toulouse) : notice biographique.
- (en) Libcom : notice biographique.
- (en) Anarchist Archives, notice biographique.
- (es) Juan Manuel Roca et Iván Darío Álvarez Escobar, Diccionario anarquista de emergencia, Bogota, Norma Editorial, 2008,, 276 p. (ISBN 978-958-45-0772-3, lire en ligne), p. 169-171.

- (it) Cet article est partiellement ou en totalité issu de l’article de Wikipédia en italien intitulé « Camillo Berneri » (voir la liste des auteurs).